# أوذر بروكلين
أودر بروكلين هي رواية صدرت عام 2016 بقلم جاكلين وودسون.  وهي الرواية موجهة للبالغين، على عكس العديد من الكتب والعناوين السابقة للمؤلفة. كتبت الإذاعة الوطنية العامة أن الرواية كانت "مليئةً بالأحلام والخطر".  رُشحت لجائزة الكتاب الوطني للرواية عام 2016. 

## الحبكة
تبدأ القصة بعودة أغسطس عالمة الأنثروبولوجيا البالغة إلى نيويورك لدفن والدها. في مترو الأنفاق، تلتقي بصديق قديم، وتبدأ في استرجاع الذكريات. تتذكر أنها كانت فتاة تبلغ من العمر 8 سنوات عندما انتقلت مع والدها وشقيقها الأصغر إلى بروكلين من ولاية تينيسي بعد وفاة والدتها. ثم تتبع الرواية أغسطس خلال سنوات مراهقتها. تُكون أغسطس صداقات مع ثلاثة آخرين من سكان بروكلين، سيلفيا وأنجيلا وجيجي، وهم يتجولون في الأحياء ويحلمون بتفاؤل بالمستقبل ويكشفون عما يخبئه لهم. تواجه أغسطس وأصدقاؤها أيضا مخاطر في الشوارع، وصراعات عائلية من مختلف الأنواع.

## التعليقات
تلقت الرواية العديد من المُراجعات.    قالت صحيفة واشنطن بوست إنها "قصة قصيرة ولكن معقدة تنشأ من الحزن المُتأجج. وتهدأ عبر الصفحات مثل الهمس الحزين". كتبت  مجلة بابليشرز ويكلي أنها "لوحة جدارية حية لما كان عليه الحال عندما تنشأ أمريكيًا من أصل أفريقي في بروكلين خلال السبعينيات القرن العشرين." 
كتبت إن بي سي نيوز أنها "تنسج معًا موضوعات الموت والصداقة وهجرات السود والشعور بالنزوح". قالت  صحيفة نيويورك تايمز "الموضوع لا يتعلق بالطفولة بقدر ما يتعلق بنصف عمر ذاكرتها المؤلم."  كتبت كايتلين جرينيدج في صحيفة بوسطن غلوب أن الرواية كانت "رسالة حب إلى الخسارة والطفولة والمنزل. إنها استكشاف غنائي ومثير للأسرة والذاكرة والروابط الأخرى التي تربطنا ببعضنا البعض وبالعالم."  أعطتهايو إس إيه توداي ثلاثة من أصل أربع نجوم. 
قالت صحيفة لوس أنجلوس تايمز إن الرواية "ينضم إلى تقليد دراسة صداقات الإناث والعائلات التي ننشئها عندما لا تكون صداقتنا كافية، مثل رواية سولا لتوني موريسون وسيلفر سبارو لتياري جونز وزامي تهجئة جديدة لاسمي بقلم أودري لورد تستخدم وودسون خبرتها في تصوير حياة الأطفال لاستكشاف قوة الذاكرة والموت والصداقة. 

## الروابط الخارجية
- بروكلين أخرى في هاربر كولينز
- جاكلين وودسون، " بروكلين أخرى ". فيديو. مكتبة السياسة والنثر . موقع YouTube.